# Sindrome del babbuino
La sindrome del babbuino è una forma di dermatite da contatto, un'eruzione cutanea che tende a localizzarsi al deretano, facendo assumere alle natiche un aspetto ed una colorazione che richiama quello tipico dei rossi glutei del babbuino.
L'acronimo SDRIFE è stato coniato ad indicare alcuni casi particolari associati alla reazione da sindrome del babbuino. L'acronimo, in lingua inglese, sta per Symmetrical Drug-Related Intertriginous and Flexural Erythemas, ovvero eritema (arrossamento cutaneo) delle zone e pieghe sottoposte a flessione, con intertrigine (delle natiche e pieghe inguinali) correlata all'assunzione di farmaci.

## Epidemiologia
La sindrome del babbuino colpisce in egual misura il sesso maschile e quello femminile, e si può verificare a qualsiasi età, anche se sembra più comune nell'infanzia.

## Eziologia
La sindrome si manifesta dopo esposizione sistemica, in genere per ingestione, per inalazione oppure per via iniettiva, di una sostanza alla quale il soggetto era già stato sensibilizzato tramite un contatto cutaneo. 
Tra le sostanze più frequentemente coinvolte il mercurio, (generalmente inalato a seguito delle rottura di un termometro), il nichel, e molti farmaci quali idroxizina, penicillina, ampicillina, amoxicillina, mezzi di contrasto iodati ed altri ancora.

## Clinica
Il rash cutaneo tipico appare sulle natiche. Questa localizzazione richiama l'aspetto dei glutei del babbuino, e da qui il nome della sindrome. Anche altre aree possono essere interessate dall'eruzione, in particolare la parte supero-interna della coscia, la regione sacrale, le ascelle e la piega interna dei gomiti. Il rash tende ad essere ben definito. In genere l'eruzione è simmetrica e pressoché mai associata a sintomi sistemici.
Alcuni pazienti comunque riferiscono in corrispondenza della cute arrossata una fastidiosa sensazione di prurito e di irritazione. Questa sensazione non è costante e non viene sperimentata da tutti i soggetti colpiti.

## Trattamento
È fondamentale la sospensione del farmaco allergizzante, sia applicato per via locale che assunto per via generale. La reazione cutanea tenderà a risolversi in diversi giorni. I cortisonici per via locale o per os possono alleviare i sintomi in attesa della guarigione spontanea. È meglio prendere nota che si è allergici a quel dato 